# Кириченко Олександр Анатолійович
Кириче́нко Олекса́ндр Анато́лійович (* 21 травня 1950) — український економіст, доктор економічних наук, професор.

## З життєпису
В 1997—2002 роках — віце-президент АКБ «Надра».
Є автором наукових праць по проблемам банківської справи, менеджменту, управління та менеджменту — загалом понад 150 публікацій, з них «Антимобінгова політика як запорука успішного функціонування підприємства» — спільно з С. Глівенком — 2007.
Очолював кафедру міжнародного маркетингу Українського університету фінансів.
Серед надрукованих робіт:
- «Банківський менеджмент — навчальний посібник», 1999, спільно з Ігорем Володимировичем Гіленком та Ятченком Анатолієм Дмитровичем,
- «Менеджмент зовнішньо-економічної діяльності», 2002,
- монографія «Сучасна банківська установа: організація управління та фінансів», 2009, серед співавторів —  Микола Павлович Денисенко.